# Manchester United F.C. mùa bóng 1970–71
Mùa giải 1970-71 là mùa giải lần thứ 68 của Manchester United ở The Football League và mùa giải thứ 26 liên tiếp của đội bóng ở Giải hạng nhất Anh. Trước mùa giải, United tham gia giải Watney Cup. Đây là mùa giải gây tranh cãi bởi United ghi nhiều bàn thắng nhất trong 4 hạng đấu của hệ thống giải The Football League.
Ngày 29 tháng 12 năm 1970, Huấn luyện viên Wilf McGuinness của United dẫn dắt đội bóng được nữa mùa giải và được thay bởi Huấn luyện viên Matt Busby vì thành tích không tốt. Huấn luyện viên Matt Busby trở lại dẫn dắt United trong nữa mùa bóng còn lại để tránh xuống hạng khi kết thúc ở vị trí thứ 8. Sau tin đồn Huấn luyện viên của Celtic là ông Jock Stein tiếp nhận câu lạc bộ vào năm 1971 hoặc Huấn luyện viên Frank O'Farrell của Leicester City lên làm quản lý United vào nữa đầu mùa giải.

## Watney Cup
| Thời gian          | Vòng đấu  | Đối thủ      | H/N/A | Tỷ số Bt-Bb              | Cầu thủ ghi bàn          | Số lượng khán giả |
| ------------------ | --------- | ------------ | ----- | ------------------------ | ------------------------ | ----------------- |
| 1 tháng 8 năm 1970 | Vòng 1    | Reading      | A     | 3 – 2                    | Charlton (2), P. Edwards | 18,348            |
| 5 tháng 8 năm 1970 | Bán kết   | Hull City    | A     | 1 – 1 (a.e.t., 4 – 3 p.) | Law                      | 34,007            |
| 8 tháng 8 năm 1970 | Chung kết | Derby County | A     | 1 – 4                    | Best                     | 32,049            |

## Hạng nhất Anh
| Thời gian            | Đối thủ                 | H/A | Tỷ số Bt-Bb | Cầu thủ ghi bàn         | Số lượng khán giả |
| -------------------- | ----------------------- | --- | ----------- | ----------------------- | ----------------- |
| 15 tháng 8 năm 1970  | Leeds United            | H   | 0 – 1       |                         | 59,523            |
| 19 tháng 8 năm 1970  | Chelsea                 | H   | 0 – 0       |                         | 51,079            |
| 22 tháng 8 năm 1970  | Arsenal                 | A   | 0 – 4       |                         | 54,137            |
| 25 tháng 8 năm 1970  | Burnley                 | A   | 2 – 0       | Law (2)                 | 29,442            |
| 29 tháng 8 năm 1970  | West Ham United         | H   | 1 – 1       | Fitzpatrick             | 50,959            |
| 2 tháng 9 năm 1970   | Everton                 | H   | 2 – 0       | Best, Charlton          | 51,220            |
| 5 tháng 9 năm 1970   | Liverpool               | A   | 1 – 1       | Kidd                    | 52,542            |
| 12 tháng 9 năm 1970  | Coventry City           | H   | 2 – 0       | Best, Charlton          | 48,912            |
| 19 tháng 9 năm 1970  | Ipswich Town            | A   | 0 – 4       |                         | 27,776            |
| 26 tháng 9 năm 1970  | Blackpool               | H   | 1 – 1       | Best                    | 46,647            |
| 3 tháng 10 năm 1970  | Wolverhampton Wanderers | A   | 2 – 3       | Gowling, Kidd           | 38,629            |
| 10 tháng 10 năm 1970 | Crystal Palace          | H   | 0 – 1       |                         | 42,969            |
| 17 tháng 10 năm 1970 | Leeds United            | A   | 2 – 2       | Charlton, Fitzpatrick   | 50,169            |
| 24 tháng 10 năm 1970 | West Bromwich Albion    | H   | 2 – 1       | Kidd, Law               | 43,278            |
| 31 tháng 10 năm 1970 | Newcastle United        | A   | 0 – 1       |                         | 45,195            |
| 7 tháng 11 năm 1970  | Stoke City              | H   | 2 – 2       | Law, Sadler             | 47,553            |
| 14 tháng 11 năm 1970 | Nottingham Forest       | A   | 2 – 1       | Gowling, Sartori        | 36,384            |
| 21 tháng 11 năm 1970 | Southampton             | A   | 0 – 1       |                         | 30,202            |
| 28 tháng 11 năm 1970 | Huddersfield Town       | H   | 1 – 1       | Best                    | 45,306            |
| 5 tháng 12 năm 1970  | Tottenham Hotspur       | A   | 2 – 2       | Best, Law               | 55,693            |
| 12 tháng 12 năm 1970 | Manchester City         | H   | 1 – 4       | Kidd                    | 52,686            |
| 19 tháng 12 năm 1970 | Arsenal                 | H   | 1 – 3       | Sartori                 | 33,182            |
| 26 tháng 12 năm 1970 | Derby County            | A   | 4 – 4       | Law (2), Best, Kidd     | 34,068            |
| 9 tháng 1 năm 1971   | Chelsea                 | A   | 2 – 1       | Gowling, Morgan         | 53,482            |
| 16 tháng 1 năm 1971  | Burnley                 | H   | 1 – 1       | Aston                   | 40,135            |
| 30 tháng 1 năm 1971  | Huddersfield Town       | A   | 2 – 1       | Aston, Law              | 41,464            |
| 6 tháng 2 năm 1971   | Tottenham Hotspur       | H   | 2 – 1       | Best, Morgan            | 48,965            |
| 20 tháng 2 năm 1971  | Southampton             | H   | 5 – 1       | Gowling (4), Morgan     | 36,060            |
| 23 tháng 2 năm 1971  | Everton                 | A   | 0 – 1       |                         | 52,544            |
| 27 tháng 2 năm 1971  | Newcastle United        | H   | 1 – 0       | Kidd                    | 41,902            |
| 6 tháng 3 năm 1971   | West Bromwich Albion    | A   | 3 – 4       | Aston, Best, Kidd       | 41,112            |
| 13 tháng 3 năm 1971  | Nottingham Forest       | H   | 2 – 0       | Best, Law               | 40,473            |
| 20 tháng 3 năm 1971  | Stoke City              | A   | 2 – 1       | Best (2)                | 40,005            |
| 3 tháng 4 năm 1971   | West Ham United         | A   | 1 – 2       | Best                    | 38,507            |
| 10 tháng 4 năm 1971  | Derby County            | H   | 1 – 2       | Law                     | 45,691            |
| 12 tháng 4 năm 1971  | Wolverhampton Wanderers | H   | 1 – 0       | Gowling                 | 41,766            |
| 13 tháng 4 năm 1971  | Coventry City           | A   | 1 – 2       | Best                    | 33,849            |
| 17 tháng 4 năm 1971  | Crystal Palace          | A   | 5 – 3       | Law (3), Best (2)       | 39,146            |
| 19 tháng 4 năm 1971  | Liverpool               | H   | 0 – 2       |                         | 44,004            |
| 24 tháng 4 năm 1971  | Ipswich Town            | H   | 3 – 2       | Charlton, Best, Kidd    | 33,566            |
| 1 tháng 5 năm 1971   | Blackpool               | A   | 1 – 1       | Law                     | 29,857            |
| 5 tháng 5 năm 1971   | Manchester City         | A   | 4 – 3       | Best (2), Charlton, Law | 43,626            |

| # | Câu lạc bộ        | Tr | T  | H  | B  | Bt | Bb | Hs    | Điểm |
| - | ----------------- | -- | -- | -- | -- | -- | -- | ----- | ---- |
| 7 | Southampton       | 42 | 17 | 12 | 13 | 56 | 44 | 1.273 | 46   |
| 8 | Manchester United | 42 | 15 | 11 | 15 | 65 | 66 | 0.985 | 43   |
| 9 | Derby County      | 42 | 16 | 10 | 16 | 56 | 54 | 1.037 | 42   |

## FA Cup
| Thời gian          | Vòng đấu       | Đối thủ       | H/N/A | Tỷ số Bt-Bb | Cầu thủ ghi bàn | Số lượng khán giả |
| ------------------ | -------------- | ------------- | ----- | ----------- | --------------- | ----------------- |
| 2 tháng 1 năm 1971 | Vòng 3         | Middlesbrough | H     | 0 – 0       |                 | 47,924            |
| 5 tháng 1 năm 1971 | Vòng 3 Đấu lại | Middlesbrough | A     | 1 – 2       | Best            | 41,000            |

## League Cup
| Thời gian                | Vòng đấu        | Đối thủ        | H/N/A | Tỷ số Bt-Bb | Cầu thủ ghi bàn                 | Số lượng khán giả |
| ------------------------ | --------------- | -------------- | ----- | ----------- | ------------------------------- | ----------------- |
| 9 tháng 9 năm 1970       | Vòng 2          | Aldershot      | A     | 3 – 1       | Best, Kidd, Law                 | 18,509            |
| 7 tháng 10 năm 1970      | Vòng 3          | Portsmouth     | H     | 1 – 0       | Charlton                        | 32,068            |
| 28 tháng 10 năm 1970     | Vòng 4          | Chelsea        | H     | 2 – 1       | Charlton, Best                  | 47,565            |
| 18 tháng 11 năm 1970     | Vòng 5          | Crystal Palace | H     | 4 – 2       | Fitzpatrick, Kidd (2), Charlton | 48,961            |
| 16 tháng 12 năm 1970     | Bán kết Lượt đi | Aston Villa    | H     | 1 – 1       | Kidd                            | 48,889            |
| ngày 24 tháng 2 năm 1971 | Bán kết Lượt về | Aston Villa    | A     | 1 – 2       | Kidd                            | 63,000            |